# 水八角属
水八角属（学名：Gratiola）是玄参科下的一个属。该属共有25种，分布于温带和亚热带地区。